# Iazu Vechi
Iazu Vechi – wieś w Rumunii, w okręgu Jassy, w gminie Șipote. W 2011 roku liczyła 353 mieszkańców.